# Andrzej Pogonowski
Andrzej Pogonowski (ur. 7 grudnia 1919 w Krakowie, zm. 4 lutego 2017 tamże) – polski prawnik, działacz społeczny, podchorąży artylerii Wojska Polskiego i Sprawiedliwy wśród Narodów Świata.

## Życiorys
Urodził się 7 grudnia 1919 w Krakowie w rodzinie lekarza wojskowego i ginekologa Bolesława Pogonowskiego herbu Ogończyk (1892–1965) i Róży ze Schwarzenbergów-Czernych. Uczęszczał do szkoły powszechnej przy ul. Straszewskiego 2 w Krakowie, a następnie do gimnazjum im. Sobieskiego i gimnazjum nr IV przy ul. Krupniczej, gdzie w 1937 zdał maturę. Mając do wyboru studia medyczne bądź wojskowe został kadetem w Wołyńskiej Szkole Podchorążych Rezerwy Artylerii we Włodzimierzu Wołyńskim. Po jej ukończeniu rozpoczął studia prawnicze na Uniwersytecie Jagiellońskim, które przerwał wybuch II wojny światowej. Brał udział w kampanii wrześniowej. Podczas okupacji mieszkał w głównie Krakowie. Od 1941 przez siedem miesięcy ukrywał w swoim mieszkaniu swego żydowskiego przyjaciela, Stanisława Taubenschlaga, syna profesora Rafała Taubenschlaga, pomagał również Menasze Holenderowi – obaj przeżyli wojnę. W 1942 ożenił się. Był świadkiem pacyfikacji Woli Justowskiej (28 lipca 1943). W 1944 przebywając przez miesiąc w majątku w Dziemięrzycach koło Miechowa brał udział w przewozie broni dla Armii Krajowej. Koniec wojny zastał go, wraz z rodziną, w Zakopanem.
Po wojnie ukończył studia prawnicze na Wydziale Prawa Uniwersytetu Jagiellońskiego. Był współzałożycielem firmy przewozowej oraz prezesem spółdzielni budowlanej. W latach 1958–1982 pracował w Centrali Handlu Zagranicznego Centrozap w Katowicach, a następnie w krakowskiej Naftobudowie jako doradca dyrektora naczelnego ds. importu/eksportu. W latach 90. działał w Rotary Club Kraków, od roku 1998 do 2000 pełnił funkcję jego skarbnika, a od 2003 był członkiem honorowym.
W 1993 został uhonorowany tytułem Sprawiedliwego wśród Narodów Świata.
Zmarł 4 lutego 2017 w Krakowie. Pochowano go na cmentarzu Rakowickim.

## Życie prywatne
Jego młodszy brat, Janusz Pogonowski, został aresztowany, uwięziony w obozie Auschwitz-Birkenau i 19 lipca 1943 zamordowany. Napisane przez niego Listy z Auschwitz zostały pośmiertnie opublikowane.
Ożenił się w 1942, miał dwie córki (starsza ur. w 1945).